# Parafia św. Mikołaja w Harcie

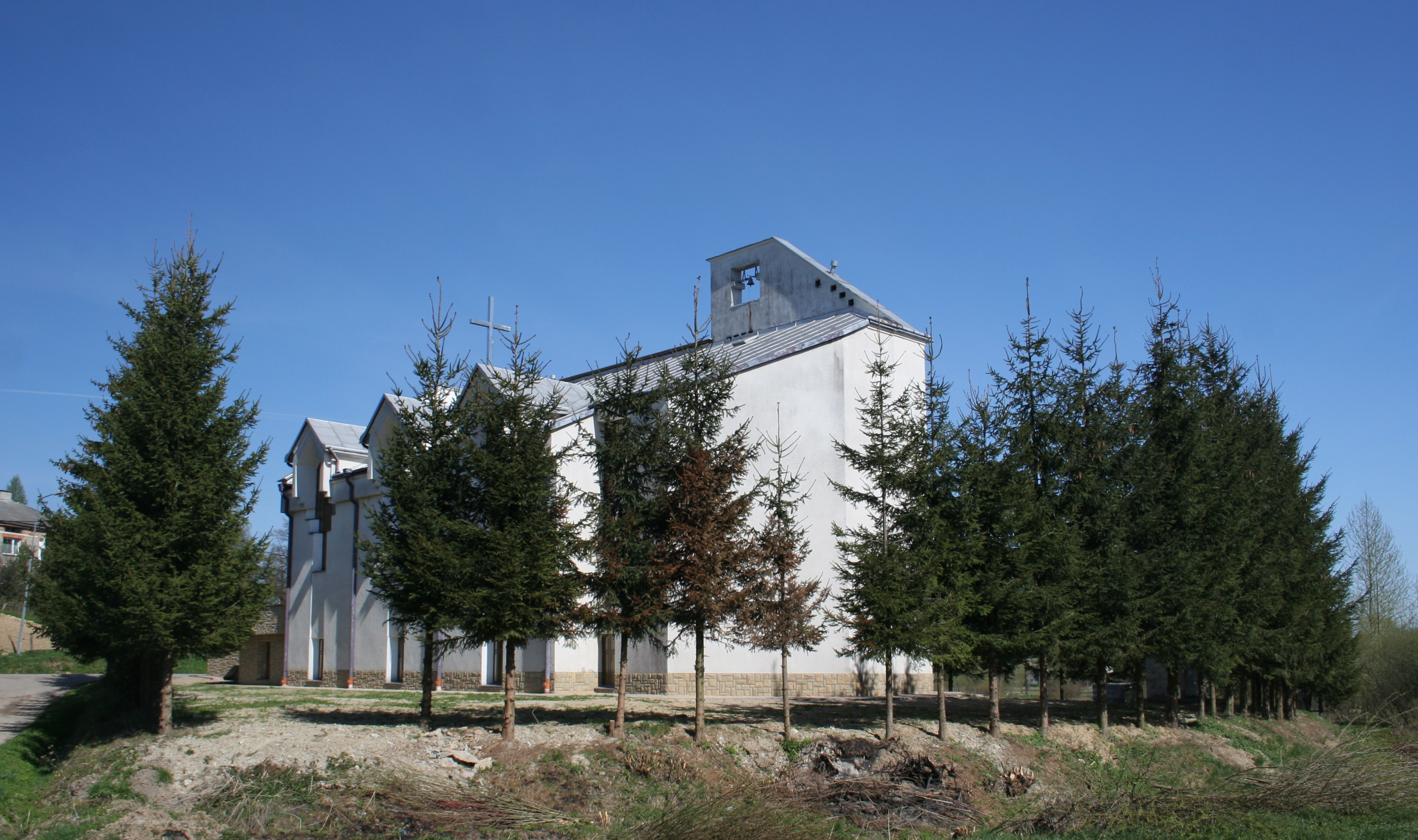
Kościół Matki Bożej Różańcowej w Harcie Górnej

Parafia św. Mikołaja w Harcie − parafia rzymskokatolicka z siedzibą w Harcie, znajdująca się w archidiecezji przemyskiej, w dekanacie Dynów.

## Historia
Parafia Harta, tak jak i wiele innych parafii na tych terenach została utworzona w 1460 roku z inicjatywy ówczesnych właścicieli wsi: Małgorzaty Mościcowej oraz jej syna Stanisława Denowskiego. Oryginalny przywilej, na podstawie którego utworzono parafię Harta zaginął podczas wojen ze Szwecją; informacje o początkach parafii zawarto w aktach diecezji przemyskiej z 1558 roku.
Od 1594 roku, parafia była częścią nowo utworzonego dekanatu dynowskiego. Na mocy reformy terytorialnej Kościoła na tym obszarze, w 1785 roku dekanat dynowski został zniesiony i włączony do dekanatu brzozowskiego. W 1861 roku dekanat w Dynowie został reaktywowany i parafia od tej pory jest jego częścią.
W latach 1779–1804 został wybudowany nowy kościół w Harcie, ufundowany przez ówczesnego właściciela wsi, Ignacego Skrzyńskiego. Od tej pory, jest on w parafii kościołem parafialnym, a od oddania go do użytku został on kilkukrotnie rozbudowany i odnowiony.
Najbardziej znanym duchownym, związanym z parafią był błogosławiony Kościoła katolickiego Bronisław Markiewicz, pełniący w Harcie rolę wikariusza w latach 1867–1870.
Na początku XX wieku, rozległa obszarowo parafia stała się bardzo ludną jednostką. W 1908 roku liczba wiernych na jej terenie wzrosła do 4341, jednak przed II wojną światową została ona podzielona. W 1909 roku z parafii wydzielono nową parafię Bachórz (obejmującą Bachórz z Chodorówką oraz Laskówkę), a w 1930 roku — parafię Szklary, pozostawiając w granicach harckiej parafii jedynie wieś Hartę (bez kilku gospodarstw na Lipniku, które przyłączono do parafii z parafii Dynów w latach 70. XX wieku).
1 grudnia 1942 roku doszło do napadu rabunkowego na plebanię, podczas którego zamordowany został ówczesny proboszcz, ks. Andrzej Trzyna.
W latach 1984–1987 w Harcie Górnej zbudowano murowany kościół filialny, który 11 listopada 1987 roku został poświęcony przez bpa Ignacego Tokarczuka pw. Matki Bożej Różańcowej. W 2023 roku rozpoczęła się budowa nowego budynku plebanii; poświęcenie placu pod inwestycję odbyło się 14 maja tego roku.
Od 2020 roku proboszczem parafii jest ks. Tomasz Węgrzyński. W 2003 roku parafia liczyła 1950 wiernych, co stanowiło około 90% ludności wsi.

## Proboszczowie parafii
Od początku XIX wieku w parafii posługę proboszcza bądź administratora pełniło 10 duchownych:
- między 1804 a 1810 – 1847 — ks. Marcin Łętowski (ur. 1774, zm. 1847)[19][20],
- 1847–1907 — ks. Konstanty Będaszewski (ur. 1821 w Brzozowie, zm. 26 stycznia 1907)[21],
- 1907–1942 — ks. Andrzej Trzyna (ur. 1877 w Dylągówce, zm. 1 grudnia 1942)[8][13],
- 1943–1951 — ks. Kazimierz Kotula (ur. 1880 w Budziwoju, zm. 17 lipca 1962 we Wrocławiu)[22],
- 1951–1983 — ks. Józef Paściak (ur. 1918 w Hyżnem, zm. 27 grudnia 1983)[23][24],
- 1984–1995 — ks. Stanisław Ryś (ur. 1948 w Krasnem, zm. 4 czerwca 1995)[25][26],
- 1995–2011 — ks. Tadeusz Ozga (ur. 20 lipca 1941 w Kamieniu, wyświęcony w 1965)[27][12][28],
- 2011–2017 — ks. Marek Rybka (ur. 1 kwietnia 1953 w Nieborowie Wielkim, wyświęcony w 1979)[29][30],
- 2017–2020 — ks. Bogdan Kupczyk (ur. 5 maja 1968 w Dynowie, wyświęcony w 1993, zm. 13 stycznia 2023 w Budach Łańcuckich)[31],
- od 2020 — ks. Tomasz Węgrzyński (ur. 27 maja 1974, wyświęcony w 1999)[16].

## Kościoły
Siedzibą oraz kościołem parafialnym parafii Harta jest kościół św. Mikołaja, oddany do użytku w 1804 roku. W skład zespołu kościoła wchodzą:
- budynek kościoła,
- dzwonnica z 1886 roku,
- ogrodzenie z czterema kapliczkami z 1889 roku,
- wikarówka z drugiej połowy XIX wieku,
- budynek plebanii z 1863 roku[32].

Pierwsze cztery z wymienionych obiektów należą również do zabytkowego zespołu kościoła, wpisanego do rejestru zabytków 5 lutego 1993 roku pod numerem A-1201. Plebania również stanowi zabytek i wpisana jest do gminnej ewidencji zabytków.
Kościół w Harcie Górnej pod wezwaniem Matki Bożej Różańcowej został oddany do użytku w 1987 roku. Przed budową kościoła, nabożeństwa odbywały się w położonej nieopodal niewielkiej kaplicy, zbudowanej na początku XX wieku.
W pobliżu obydwu kościołów położone są cmentarze. Na cmentarzu parafialnym znajduje się zabytkowa kaplica cmentarna (wpisana do ewidencji 27 stycznia 1993 roku pod numerem A-1006), zbudowana na początku XX wieku przez rodzinę Skrzyńskich i mającą pełnić rolę ich miejsca pochówku. Cmentarz w Harcie Górnej został założony samowolnie przez społeczność parafialną niedługo po rozpoczęciu budowy kościoła w 1986 roku i zalegalizowany w roku 1993.